# پسانیگ
پسانیگ یا پسانیک (به معنای «نگهبان، بنده») عنوان همراه شاهنشاه ساسانی بود. شاهنشاه خود پسانیگ را انتخاب می‌کرد. خسرو پرویز، در دوران حکومتش (۵۹۰–۶۲۸) پسانیگ‌هایش را از میان اسواران برمی‌گزید.